# Königsbronn
Königsbronn is een plaats in de Duitse deelstaat Baden-Württemberg, en maakt deel uit van het Landkreis Heidenheim.
Königsbronn telt 7.018 inwoners.
Königsbronn ligt aan de oostrand van de Schwäbische Alb. In Königsbronn ontspringt de Brenz, in de zogenaamde Brenztopf, een grote karstbron.
De dorpen Ochsenberg, Itzelberg en Zang behoren tot de gemeente Königsbronn.

## Historie
zie abdij Königsbronn
Dischingen ·
Gerstetten ·
Giengen an der Brenz ·
Heidenheim an der Brenz ·
Herbrechtingen ·
Hermaringen ·
Königsbronn ·
Nattheim ·
Niederstotzingen ·
Sontheim an der Brenz ·
Steinheim am Albuch